# Denise Sartori
Denise Sartori (Curitiba) é uma cantora lírica brasileira, mezzo soprano. Atua também como professora de canto, diretora de óperas e pesquisa.

## Carreira
Conviveu com música desde pequena: seu pai tocava violão e sua mãe, piano. Ela estudou piano, violão e flauta, sem ter se adaptado a nenhum deles. Sempre gostou de cantar músicas populares ao lado dos pais. Mas decidiu formar-se em biologia e trabalhar na farmácia de propriedade da família.
A ópera chegou na sua vida com dois discos: o primeiro álbum do Queen e o disco Journey to the Centre of the Earth, de Rick Wakeman. Ingressou no coral da faculdade, a partir de onde a convidaram para uma ópera. Ingressou na Escola de Música e Belas Artes do Paraná e os convites aumentaram. Formou-se nesta mesma Escola e fez Mestrado no Royal Northern College of Music, na Inglaterra. Em 2005, cursava Doutorado em Educação pela European University e era chefe do Departamento do Curso Superior de Canto na Escola de Música e Belas Artes do Paraná.

## Reconhecimento
No início da década de 2010, era tida como a "principal cantora lírica da atualidade no Paraná".
- 1995 - Primeiro lugar no concurso Alice and Bert Shawcross, em Manchester, Inglaterra.[7][8]
- 1995 - Prêmio Ricordi de Ópera por sua atuação na obra de Benjamin Britten - Phaedra.[7]
- 1992 - Única brasileira a participar do Gala Concert, no Philadelphia Opera Theatre, promovida por Luciano Pavarotti.[7]
- ? - Concurso Nacional Pavarotti.[7][9]
- ? - Torneio Internacional de Cantores, para representar o Brasil em Pequim, na China.[7]
- ? - jovem solista da Orquestra Sinfônica de São Paulo.[7]

## Filmografia
- 2000 - Laços de Família .... Ofélia.[1][7][10][11]

## Discografia
- 2012 - Minha Memória Evapore.[2][12]